# Pseudochirulus schlegeli
Il coda ad anello di Schlegel (Pseudochirulus schlegeli Jentink, 1884) è un marsupiale arboricolo della famiglia degli Pseudocheiridi. Deve il nome allo zoologo tedesco Hermann Schlegel.

## Tassonomia
Per molto tempo il coda ad anello di Schlegel è rimasto noto solamente a partire dall'olotipo, un esemplare di sesso maschile proveniente dai monti Arfak sulla penisola di Vogelkop e giunto al Museo di Storia Naturale di Leida nell'aprile del 1879. Diversi altri esemplari che sono stati assegnati a questo taxon negli anni successivi vengono attualmente attribuiti ad altre specie. Un secondo esemplare venne scoperto nel 1992 dagli zoologi Guy Musser ed Helmut G. Sommer nel Museo Americano di Storia Naturale di New York, all'interno della collezione di Jules Verreaux. Un'analisi dettagliata eseguita da Tim Flannery tra Pseudochirulus schlegeli e il taxon Pseudocheirus lewisi, descritto da Guy Dollman nel 1930, ha finalmente dimostrato che entrambi i taxa appartengono alla stessa specie. Inoltre ci sono due ulteriori esemplari provenienti dalla regione di Siwi e Ditschi, sui monti Arfak, conservati a New York, uno scheletro proveniente dalla regione di Hatam conservato a Genova e due maschi adulti abbattuti nella regione di Mokwam, sempre sui monti Arfak, nell'ottobre del 1992, nella collezione dell'Australian Museum. L'olotipo di Pseudocheirus lewisi è conservato nel Museo di Storia Naturale di Londra.

## Descrizione
Ad oggi ci sono noti solamente esemplari di sesso maschile. I meno di dieci esemplari noti hanno una lunghezza testa-corpo di 210-230 mm, una lunghezza della coda di 210-250 mm, una lunghezza del piede posteriore di 29,3-33,0 mm, una lunghezza dell'orecchio di 15,7-19,2 mm e un peso di 244-305 g. La costituzione è leggera e sottile. La folta pelliccia lanosa è di un color grigio-argenteo uniforme. La regione inferiore è gialla con dei riflessi bruno-rossastri. Sulla parte posteriore si possono scorgere delle strisce indistinte. Sotto le orecchie sono presenti delle macchie chiare. L'estremità terminale della coda, anch'essa di color grigio-argenteo, è glabra.

## Biologia
Le abitudini di questa specie sono poco conosciute, ma probabilmente non si discostano da quelle dei suoi simili.

## Distribuzione e habitat
Il coda ad anello di Schlegel è endemico dei monti Arfak, nella Provincia di Papua Occidentale. Abita nelle foreste di muschio montane, ad altitudini comprese tra i 750 e i 1900 m.

## Conservazione
Sulla Lista Rossa della IUCN il coda ad anello di Schlegel viene classificato come «vulnerabile» (Vulnerable). Le minacce principali sono dovute alla distruzione dell'habitat e alla caccia.